# Сальпингоофорит
Сальпингоофорит (от др.-греч. σάλπιγξ, родительный падеж др.-греч. σάλπιγγος — «труба» и др.-греч. ᾠοφόρος — «несущий яйца, яйценосный»; син. — аднекси́т (от лат. adnexa «придатки»)) — воспаление придатков матки (маточных труб и яичников) животных и человека.

## Причины возникновения
У женщины возникает при проникновении в маточные трубы, а затем и в яичники стафилококков, стрептококков, кишечной палочки, гонококков, микобактерий туберкулёза и других патогенных микроорганизмов. Кокки и кишечная палочка попадают из матки восходящим путём, а микобактерий туберкулёза — с током крови из лёгких и других органов.
Аднексит может быть спровоцирован переутомлением, ослабленным иммунитетом, купанием в холодной воде и др. Откладывать лечение аднексита (даже легко протекающих вагинитов и вульвитов) нельзя из-за возможных осложнений.
Острое воспаление придатков матки может возникнуть на фоне общего инфекционного заболевания, вследствие ослабления иммунитета. При этом происходит попадание возбудителя в область малого таза из очага инфекции, которым может быть воспаленная гайморова пазуха или гнойные миндалины.
Передача инфекции может произойти и половым путём, особенно если половой контакт происходил во время менструации, сразу после аборта или другого внутриматочного вмешательства.
Часто возникновение острого аднексита или обострение хронического аднексита возникает после аборта, который является сильнейшим стрессом для организма. Причиной обострения уже существующего хронического воспаления придатков может послужить переохлаждение, отсутствие нормального питания, стрессы и постоянное переутомление.

## Развитие заболевания
Развитие воспалительного процесса приводит к нарушению целостности эпителиального покрова маточных труб, инфильтрации их стенок; они спаиваются с яичниками в единое воспалительное образование. Течение сальпингоофорит острое, подострое или хроническое с наклонностью к рецидивам.

### Острое и подострое течение болезни
При остром процессе беспокоят боли в нижней части живота, общее недомогание, температура повышается до 38—38,5 °С, живот напряжён в нижних отделах, болезненный при пальпации. Эти явления стихают при переходе заболевания в подострую фазу.
Симптомы острого аднексита: больная жалуется на высокую температуру, озноб, потливость, признаки общей интоксикации в виде мышечных или головных болей. Отмечается сильная боль внизу живота и в пояснице, могут быть нарушения мочеиспускания. Живот может быть напряжённым, болезненным при ощупывании. При гинекологическом осмотре определяются отёчные, увеличенные, болезненные придатки. Иногда могут наблюдаться признаки поражения тазовой клетчатки. При наличии у больной одновременно воспаления матки могут быть жалобы на гнойные выделения из половых путей.
Симптомы хронического сальпингоофорита: боли тупого, ноющего характера внизу живота, в паховых областях, нередко во влагалище. Характерны отражённые боли, возникающие по ходу тазовых нервов, интенсивность боли не соответствует характеру изменений в половых органах. Хронический сальпингоофорит сопровождается периодическими обострениями.
Женщины, страдающие хроническим воспалением придатков матки, часто пребывают в угнетённом психологическом состоянии.
Второй симптом хронического аднексита — нарушения менструального цикла. Это связано с изменениями функции яичников, возникшими в результате воспаления. Формируется гипофункция яичников, что ведет к снижению уровня женских половых гормонов. Месячные как правило обильные, болезненные, возможны выделения со сгустками. Происходит сбой менструального цикла, менструации начинают приходить нерегулярно, так же увеличивается их продолжительность. Однако в некоторых случаях отмечается противоположная картина: выделения становятся скудными, продолжительность менструации сокращается.
Нарушения половой функции, полового влечения. Появление боли при половых контактах.
Обострения провоцируют стресс, переутомление, переохлаждение, смена климата, наличие общего заболевания и т. п.

### Хроническое течение болезни
При хроническом сальпингоофорите возникают периодические или постоянные боли в нижней части живота и пояснице, бесплодие, нарушения менструального цикла. При влагалищном исследовании находят увеличенные придатки матки.

## Диагностирование болезни
Диагноз основывается на данных анамнеза (осложнённое течение абортов или родов, беспорядочная половая жизнь, туберкулёз лёгких и пр.), особенностях клинической картины заболевания и результатах инструментально-лабораторного исследования. При подозрении на гонорею проводят специальное обследование, для выявления туберкулёзного сальпингоофорита применяют гистеросальпингографию, посевы менструальной крови, введение туберкулина, ультразвуковое исследование органов малого таза и другие методы.

## Лечение
В подострой стадии осторожно переходят к физиотерапевтическим процедурам, которые назначают и при хроническом сальпингоофорите (грязи, ультразвук, индуктомермия и др.). Раннее начало лечения препятствует образованию рубцовых изменений в придатках матки и возникновению стойкого бесплодия. Гнойный сальпингоофорит требует оперативного лечения, туберкулёзный сальпингоофорит — применения противотуберкулёзных средств.

### Лечение острого аднексита
Тяжелые формы острого воспаления придатков должны лечиться только в больнице. Назначаются антибиотики широкого спектра действия в виде внутримышечных или внутривенных инъекций, обязательно назначаются лекарства, угнетающие рост анаэробов. Для снятия симптомов общей интоксикации применяют внутривенное капельное введение растворов, витамины. В случае развития перитонита или образования гнойных мешочков в области маточных труб производится оперативное лечение.
Сейчас в медицине практикуют лапароскопические операции, при которых через 2—3-сантиметровый разрез на передней брюшной стенке с помощью специального прибора — лапароскопа — выполняется необходимый объём вмешательства. Также применяются иммуномодуляторы. При оказании первой помощи возможно использовать холод на надлобковую область. В этом случае нагрев противопоказан, использовать грелку нельзя.

### Лечение хронического аднексита
При обострениях возможно и желательно назначение курса антибиотиков, который может сопровождаться назначением препаратов, обладающих иммуномодулирующим эффектом. Необходим прием поливитаминов, общеукрепляющих средств, препаратов, обладающих антиаллергическим эффектом. Назначаются анальгетики, иглорефлексотерапия, психотерапия, точечный массаж. В периоды ремиссии рассасывающая терапия (грязевые тампоны, свечи, ультразвук, магнитотерапия, электрофорез йода, цинка, меди) и физиотерапия. Санаторно- курортное лечение также благоприятно сказывается на пациентках. В настоящее время при лечении хронических аднекситов для удлинения периода ремиссии используют гормональные контрацептивы, они назначаются на 6—8 месяцев, а иногда и на более длительный срок. При выраженном болевом компоненте, обширном рубцово-спаечном процессе в малом тазу и формировании в области придатков жидкостных мешочков (гидро- и пиосальпинксов) показано оперативное лечение. Производится рассечение и удаление спаек, восстановление проходимости маточных труб, удаление гнойных и жидкостных образований, которые появились в результате перенесенного воспаления. Восстановление проходимости маточных труб не означает нормализацию их функции, риск бесплодия при выраженном спаечном процессе в малом тазу даже после удачно проведенной операции остается высоким.

## Профилактика
Профилактика сальпингоофорита направлена на предупреждение возможности занесения возбудителей инфекции во время родов и абортов. Профилактика гонорейных и туберкулёзных сальпингоофоритов проводится по общим правилам борьбы с этими заболеваниями.